# Tjóðveldisflokkurin
Tjóðveldisflokkurin (Republikeinse Partij) is de grootste politieke partij van de Faeröer. Partijleider is Høgni Hoydal. De partij bezit 8 van de 32 zetels van het Faeröerse parlement en behaalde bij de laatste verkiezingen, op 20 januari 2004, 21,7% van de stemmen. De partij streeft onafhankelijkheid van Denemarken na en is van sociaaldemocratische signatuur. In 2007 werd de naam veranderd in 'Tjóðveldi'; wat 'republiek' betekent.